# Felipe Carrillo Puerto (Durango)
Felipe Carrillo Puerto es una localidad del estado mexicano de Durango. Es parte del municipio de Guadalupe Victoria.

## Toponimia
El nombre de la localidad rinde homenaje a Felipe Carrillo Puerto, periodista y gobernador de Yucatán de 1922 a 1924.

## Demografía
| Gráfica de evolución demográfica |
|                                  |

| Censo | Población |
| ----- | --------- |
| 1900  | 292       |
| 1910  | 273       |
| 1921  | 367       |
| 1930  | 942       |
| 1940  | 1 400     |
| 1950  | 2 076     |
| 1960  | 2 479     |
| 1970  | 2 265     |
| 1980  | 2 386     |
| 1990  | 2 256     |
| 2000  | 2 086     |
| 2010  | 2 019     |
| 2020  | 2 191     |